# Rémy Roure
Rémy Roure (30 de outubro de 1885 - 8 de novembro de 1966) foi um jornalista francês e um soldado da resistência francesa na 2ª Guerra Mundial. Trabalhou para vários jornais, como Le Temps, Le Monde e Le Figaro. Às vezes, ele escrevia sob o pseudônimo de Pierre Fervacque.

## Vida
Rémy Roure lutou na Primeira Guerra Mundial, foi feito prisioneiro e escapou várias vezes. Durante seu cativeiro no forte de Ingolstadt na Baviera em 1917, ele conheceu dois outros prisioneiros: Charles de Gaulle e Mikhail Tukhachevsky, futuro Marechal soviético que seria executado no Grande Expurgo em 1937.
Durante a Segunda Guerra Mundial, ele se juntou à Resistência muito cedo. Com o general Cochet e François de Menthon fundou o movimento Liberté, do qual se tornou membro do conselho de administração. Membro do movimento de resistência Combat  ele é a favor de uma reaproximação entre este movimento e o de Charles de Gaulle. Roure também foi membro de uma rede de recuperação de pilotos aliados, Bordeaux-Loupiac, enquanto continuava escrevendo em Le Temps, uma atividade que serviu de cover. Em 11 de outubro de 1943, enquanto transportava pilotos americanos para Rennes, foi preso pela Gestapo, após uma denúncia. Ele tentou escapar, mas foi gravemente ferido por um tiro durante sua tentativa enquanto seu aliado Jean-Claude Camors, também conhecido como Raoul, foi morto a tiros. Quase morrendo - ele cortou sua artéria femoral - ele recebeu tratamento e quase milagrosamente sobreviveu. Quatro dias depois, ele foi internado na prisão de Fresnes, onde foi espancado e torturado. Em 27 de abril de 1944, ele foi deportado para a Alemanha, primeiro para o Campo de Auschwitz e depois para Buchenwald, onde chegou em 14 de maio de 1944. Eventualmente, ele foi libertado pelas forças aliadas em 11 de abril de 1945.  Foi delegado à Assembleia Consultiva Provisória, organização formada pelos diversos grupos de resistência franceses, de 24 de julho a 3 de agosto de 1945.
No final da guerra, Roure ganhou a Ordem da Liberação. Ele era casado com Helene Roure, que morreu no Campo de Ravensbrück, um mês antes do fim da guerra, em 31 de março de 1945.
Após a liberação da França, integrou a equipe de ex-integrantes do Partido Popular Democrático (PDP) que recusaram a transformação do PDP em Movimento Popular Republicano (PRM), optando pela formação de um novo Partido Democrático (PD), que juntou-se à coalizão Rally of Republican Lefts. O PD fundiu-se em 1946, após alguns meses de existência, com a União Democrática e Socialista da Resistência (UDSR).
Em 1957, recebe o Prêmio Pelman, homenageando suas qualidades como jornalista. Rémy Roure morreu em 8 de novembro de 1966 em Paris. Ele foi enterrado em sua aldeia natal, em Arcens.

## Livros
Usando seu pseudônimo, Pierre Fervacque, escreveu estes livros:
• Les Demi-Vivants, Fasquelle, Paris 1928
• The leader of the Red Army Michaël Toukhatchevski, Fasquelle, Paris 1928
• The proud life of Trotsky, Fasquelle, Paris 1929
• L'Alsace minée or De Autonomisme alsacien , Fasquelle, Paris 1929
• L'Alsace et le Vatican, Fasquelle, Paris 1930
• Anaïs, petite vivaroise , Ramlot & Cie, Paris 1930
Escreveu estes com seu nome:
• Le Secret d'Azeff , (escrito com Pierre Tugal), Paris 1930.
• Free Pages. The 4th Republic: birth and abortion of a regime (1945-1946) , Le Monde (Impr. Du "Monde"), Paris 1948